# Pistolero (Viejo Oeste)
Los pistoleros (llamados en inglés gunslingers, gunfighters o gunmen), conocidos también como tiradores u hombres armados, eran individuos del Viejo Oeste estadounidense en el siglo XIX y principios del XX, que tenían reputación de ser peligrosos con las armas de fuego y estaban habitualmente envueltos en duelos y tiroteos. En la actualidad, el término «pistolero» se usa aproximadamente para referirse a alguien que es rápido desenfundando pistolas, pero puede referirse también a fusileros o a escoltas que van armados con escopetas. Los pistoleros son a su vez unos de los personajes más populares dentro del género wéstern y como tal aparecen en películas, videojuegos y literatura relacionados.
Los pistoleros podían ser agentes del orden público, forajidos, vaqueros o tiradores de exhibición (exhibition shooting), pero más comúnmente se trataba de pistoleros bajo contrato que se ganaban la vida por medio del uso de las armas de fuego en el Viejo Oeste estadounidense.

## Origen del término
Si bien la palabra pistolero en castellano hace referencia en particular al fenómeno del pistolerismo en España entre los años 1917 y 1923, la asociación de la palabra con el género del wéstern data de la traducción a esta lengua del término en inglés gunslinger (de gun, pistola, y slinger, alguien que lanza algo), que es el que se usa habitualmente en tal idioma para referirse a personajes armados en las historias del Viejo Oeste de los EE. UU.
El término en inglés gunslinger («pistolero»), apareció por primera vez en la película wéstern Drag Harlan (1920). El término enseguida fue adoptado por otros escritores de novelas del Oeste, como Zane Grey, y pasó a ser de uso habitual. En la introducción de la película El Último Pistolero de 1976, el escritor Glendon Swarthout dijo que los términos «gunslinger» y «gunfighter» son de hecho de uso moderno, y las locuciones más genuinas de aquel período habrían sido «gunman», «pistoleer», «shootist» o «bad man» (a veces escrito también como «badman»). Si bien Swarthout parece haber estado en lo cierto respecto al uso de la palabra «gunslinger», el término «gunfighter» aparece en varios periódicos en la década de 1870 y, como tal, puede afirmarse que estaba en uso ya en el siglo XIX. Bat Masterson usó el término término «gunfighter» en los artículos periodísticos contemporáneos que escribió sobre agentes del orden y forajidos que había conocido personalmente. Sin embargo, Joseph Rosa ha señalado que, aunque Masterson usara el vocablo de «gunfighter», prefería en cambio el de «mankiller» (lit. 'asesino de hombres') cuando se hablaba de estos individuos en particular. Clay Allison (1841-1887), un notorio pistolero y ganadero de Texas y Nuevo México acuñó el término «shootist» (del inglés shoot, disparar) y fue el primero en popularizarlo.

## Uso del término
Con frecuencia el término de pistolero (gunfighter) se aplicaba a individuos que se ofrecían como sicarios a sueldo o para prestar sus servicios en ranchos que estaban envueltos en disputas por el control de los pastizales que eran utilizados para el ganado, y de los cuales obtenían la correspondiente «remuneración por conflicto» (fighting wages).Otros fueron bandidos notorios (p. ej., Billy the Kid), mientras que otros fueron agentes del orden público (p. ej., Pat Garrett o Wyatt Earp). Los pistoleros podían ser forajidos, es decir, ladrones o asesinos que aprovechaban las tierras de nadie en la frontera para esconderse de la sociedad civil y lanzar incursiones periódicas contra ella. Los pistoleros también podían ser agentes del estado, arquetípicamente vengadores solitarios, pero con más frecuencia sheriffs, cuyo deber era enfrentarse a los forajidos y llevarlos ante la justicia o administrar justicia personalmente. También hubo algunos vaqueros históricos que eran realmente pistoleros, como la banda de vaqueros forajidos del condado de Cochise que participó en la sangrienta Masacre de Skeleton Canyon.

## Representación en la cultura popular

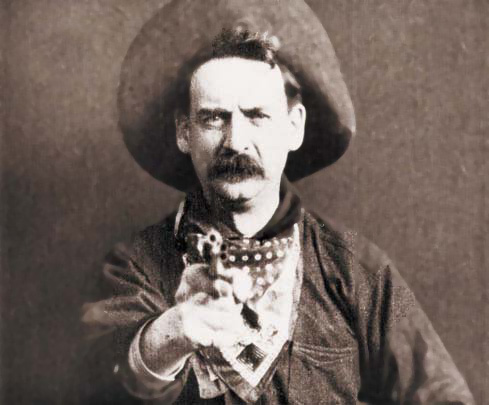
Pistolero interpretado por Justus D. Barnes en la película Asalto y Robo de un Tren.

Junto con los vaqueros, los pistoleros aparecen frecuentemente como un personaje tipo en numerosas películas y novelas del género wéstern. A menudo, los héroes del wéstern se enfrentan con sus «dobles» opuestos, personajes que reflejan sus propios lados malévolos que los héroes tienen que aniquilar.
En el género del wéstern, cuando los pistoleros son los héroes son mostrados como agentes del orden locales, o como rancheros, oficiales del ejército, vaqueros, marshals territoriales, nómadas solitarios o como hábiles expertos en desenfundar rápidamente. Por lo general, son mostrados como hombres varoniles que demuestran integridad y principios, personajes inconformistas valientes, éticos, rudos, sólidos y autosuficientes (a menudo con sidekicks de confianza), poseedores de una actitud independiente y honorable (si bien caracterizados a menudo por su hablar lento). Se les muestra de una manera similar a como son mostrados los caballeros andantes, errando de un lugar a otro sin rumbo fijo, enfrentándose a menudo a enemigos curiosos y hostiles, y salvando a personas o comunidades de aquellos enemigos en términos similares a los de la caballería. El héroe wéstern aparece generalmente solo y se enfrenta al peligro en soledad, usualmente contra la criminalidad, dando demostraciones expertas de sus habilidades físicas (p. ej., en el manejo del lazo, con las armas de fuego, con los caballos, mostrando habilidades pioneras, etc.).
En las películas, los pistoleros a menudo tienen una velocidad y habilidad con el revólver que son casi sobrehumanas. Pistolas que giran alrededor del gatillo, desefundar el revólver a la velocidad del rayo y trucos a la hora de disparar son habilidades típicas que los pistoleros demuestran en la pantalla grande. No obstante, en el mundo real los pistoleros que usaban trucos llamativos y teatrales morían rápidamente, y la mayoría de pistoleros optaban por enfoques mucho más prácticos con sus armas. Los pistoleros reales no disparaban para desarmar o para impresionar, sino para matar.
Otro cliché clásico en las películas wéstern que es en gran medida solo un mito es el de los duelos al mediodía, en los que dos pistoleros de habilidades similares acuerdan encontrarse para un culminante duelo formal. Duelos como estos ciertamente ocurrieron, si bien solo de manera ocasional, como fue el caso del duelo entre Luke Short y Jim Courtright, pero las balaceras en que se veían involucrados solían ocurrir de manera más espontánea, generalmente peleas que se tornabaan letales cuando uno de los participantes sacaba una arma, y en las que nadie sabía a ciencia cierta quién había salido ganador durante varios minutos, hasta que el aire finalmente se despejaba del humo de los revólveres. En tales tiroteos se podía ganar gracias a una simple distracción, o bien las pistolas podían quedarse sin balas mientras los pistoleros luchaban parapetados e ilesos. Cuando los pistoleros realmente se ponían en guardia listos a disparar, rara vez era contra otro pistolero. De hecho, los pistoleros generalmente se evitaban unos a otros, y era muy raro que dos pistoleros famosos se enfrentaran.Las reputaciones de los pistoleros a menudo eran tanto o más valiosas que cualquiera de sus habilidades. En las películas y novelas wéstern, es común que pistoleros experimentados sean desafiados por jóvenes matones que esperan hacerse una reputación, situación que solo ocurría muy rara vez en la vida real. Tener una reputación sólida era suficiente para mantener a otros alejados y, a menudo, evitaba que los pistoleros entraran en conflicto. Es probable incluso que otros pistoleros evitaran activamente cualquier confrontación innecesaria.
En los tiempos del Viejo Oeste, las historias tenían la tendencia a ser agrandadas cada vez que eran recontadas, de manera que un solo combate podía llegar a convertirse en una reputación que catapultara a alguien a la fama. Por ejemplo, Wyatt Earp y la banda de vaqueros del condado de Cochise eran figuras relativamente insignificantes hasta que participaron en el famoso tiroteo en el O.K. Corral, convirtiéndose desde entonces en leyendas. De hecho, algunos pistoleros, como el también periodista Bat Masterson, participaron activamente en intentos de autobombo. Asimismo, Johnny Ringo se ganó la reputación de pistolero aunque jamás participó en una balacera y sin haber matado civiles desarmados.

## Fenómeno histórico

### Realidad y ficción

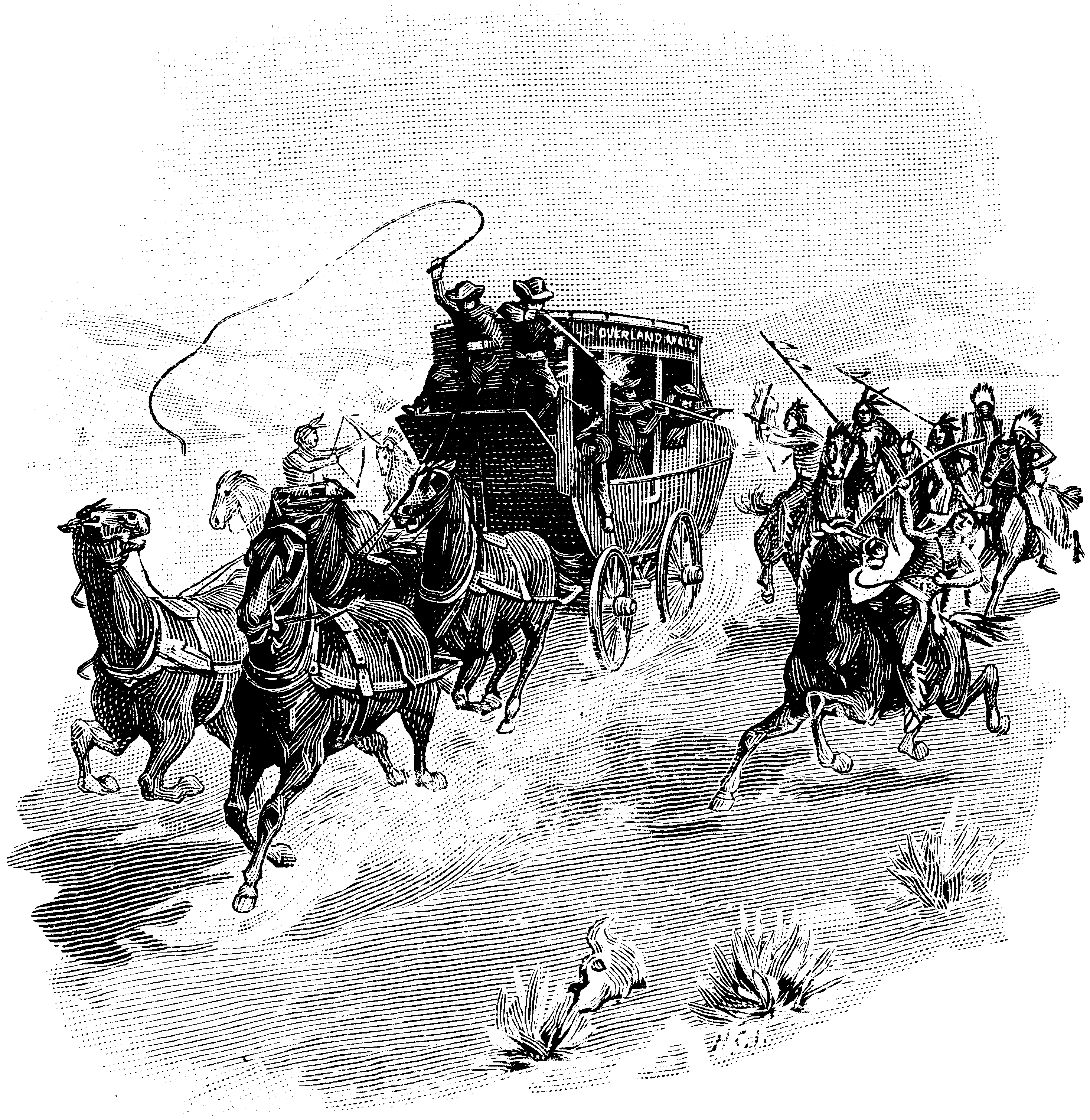
Pistoleros luchando contra un ataque de Indios.

En películas y libros wéstern, la mayoría de balaceras son duelos en los que dos hombres parados uno frente al otro, listos a desenfundar, esperan a que el otro haga el primer movimiento. Esto solo ocurría muy rara vez. Con frecuencia, los enfrentamientos con armas de fuego ocurrían repentinamente, cuando una persona desenfundaba su arma y la otra reaccionaba. Por lo general, se convertían en tiroteos en los que ambos hombres corrían a ponerse a cubierto. En el folclore popular, hombres tales con reputaciones de pistoleros viven casi impacientes por enfrentarse a otros pistoleros con reputaciones similares. Por el contrario, en la vida real, cuando dos pistoleros tenían una reputación similar, ambos evitaban enfrentarse siempre que fuera posible.Rara vez se veían expuestos a riesgos innecesarios y, por lo general, sopesaban sus opciones antes de enfrentarse a otro pistolero conocido. Rara vez corrían riesgos innecesarios y, por lo general, sopesaban otras opciones antes de enfrentarse a otros pistoleros famosos. Tal respeto mutuo es la razón por la cual en casi ninguno de los tiroteos más famosos se enfrentaron dos o más pistoleros célebres, y más bien se trató de enfrentamientos entre un pistolero notable y oponentes menos célebres.
Estos enfrentamientos armados solían occurrir muy de cerca y tener muchos disparos, lo que a menudo resultaba en que transeúntes inocentes fueran alcanzados por balas perdidas. Las más de las veces, era difícil saber quién había sido el «ganador» del duelo hasta varios minutos después, cuando el humo negro de pólvora de las pistolas se disipaba. Los pistoleros famosos morían de formas que variaban enormemente de persona a persona. Puesto que muchos pistoleros famosos eran temidos por el público en general gracias a su reputación, cuando morían, era común que cayeran en una emboscada en lugar de morir «con las botas puestas».Otros murieron lejos del ojo público, por enfermedad o por vejez.
Las habilidades de pistoleros famosos han sido a menudo exageradas en la mitología y el folclore. No existe información fiable que corrobore que la mayoría de estas figuras históricas fueran capaces de hacer trucos a la hora de disparar, y ni siquiera tenían necesariamente la reputación de tener gran puntería. Entre tales tropos que aparecen con frecuencia en los wésterns se encuentran los de atravesar al centro de una moneda de un disparo, dar vueltas estilísticas a los revólveres alrededor del gatillo, hacer disparos de reojo que intencionalmente solo rozan a un oponente (p. ej., una bala atravesando un sombrero), atinar a la hebilla del cinturón de un oponente (haciendo que se le caigan los pantalones), cortar de un tiro la soga de una horca o arrancarles con un disparo las armas de las manos a los oponentes (generalmente como una alternativa a matarlos). De hecho, un episodio de la serie de televisión Mythbusters demostró que esto último es imposible, en tanto que una vez disparadas las balas y ya sin casquillos tienden a fragmentarse, lo que puede causar heridas o incluso la muerte. Por otra parte, el célebre tirador de exhibición Ed McGivern, famoso por sus demostraciones del uso de revólveres, disipó el mito según el cual no se podía disparar en abanico (esto es, sosteniendo el revólver en una mano mientras la otra golpea rápida y repetidamente el martillo) con buena puntería, atinando en darle a grupos reducidos mientras abanicaba su revólver.
En las películas wéstern, los cinturones de los que cuelgan los revólveres de los personajes a menudo se usan en la parte baja de la cadera y la parte externa del muslo, con la funda o pistolera recortada alrededor del gatillo y la empuñadura del revólver para poder desenfundar ágilmente y sin contratiempos. Este tipo de pistolera es de hecho un anacronismo del cine de Hollywood. A diferencia de otros vaqueros en las películas, los pistoleros especialistas en desenfundar rápidamente pueden distinguirse a menudo por llevar las armas atadas a sus muslos. Mucho antes de que fueran revestidas de acero, las fundas o pistoleras eran suaves y flexibles para que fuera cómodo usarlas durante todo el día. Los pistoleros usaban nudos o correas para evitar que la pistola se quedara enganchada en la funda al desenfundabar. Las más de las veces, los pistoleros simplemente escondían sus pistolas en bolsillos o en las pretinas de sus pantalones. Wild Bill Hickok fue quien popularizó el tipo de funda en el que la culata del revólver queda orientada hacia adelante, pistolera que funcionaba mejor cuando se montaba a caballo.Otros pistoleros usaban los llamados «bridgeport rigs», una suerte de hebilla o pasador que se ponía en el cinturón y que permitía girar el revólver sobre su eje sin desenfundarlo, o desefundar moviendo el arma hacia adelante, lo que permitía hacerlo más rápida y fácilmente. Los revólveres eran armas populares entre pistoleros que eran jinetes, vaqueros o agentes del orden gracias a que eran fáciles de ocultar y efectivos al ir a caballo. Los rifles Winchester eran también armas populares entre los pistoleros. Se les llamaba «el arma que ganó el oeste», y fueron ampliamente utilizados durante la colonización de la frontera estadounidense. Las escopetas también eran armas populares entre los «mensajeros expresos» (escoltas que iban en los coches sentados junto a quienes conducían) y guardias, especialmente aquellos que viajaban en diligencias y trenes y que estaban a cargo de supervisar y vigilar envíos privados de valor.
El desenfundado rápido y los disparos desde la cadera eran habilidades raras en el Viejo Oeste, y solo un puñado de pistoleros famosos históricamente fueron conocidos por su rapidez, tales como Luke Short, John Wesley Hardin o Wild Bill Hickok. Normalmente se asocia a los pistoleros con disparar con una sola mano, así como también es estándar de la época el llevar dos armas y disparar de forma ambidiestra. El capitán Jonathan R. Davis cargaba dos revólveres en el icónico tiroteo en el que tuvo parte, en tanto que Jesse James llegó a cargar más de media docena de revólveres en muchos de sus tiroteos.
Los pistoleros King Fisher, John Wesley Hardin, Ben Thompson, Billy the Kid, Wild Bill Hickok y Pat Garrett murieron en emboscadas, asesinados por hombres que les temían a raíz de sus reputaciones. Los pistoleros Kid Curry, Jim Courtright, Dallas Stoudenmire y Dave Rudabaugh murieron en tiroteos violentos, tales y como se muestran en las películas sobre la época, y usualmente enfrentándose a más de un oponente. Bill Longley y Tom Horn fueron ejecutados. El famoso pistolero y ganadero Clay Allison murió en un accidente de tren. Por su parte, Wyatt Earp, Bat Masterson, Bass Reeves, el comodoro Perry Owens y Luke Short murieron todos por causas naturales, viviendo de sus reputaciones y evitando conflictos en sus retiros aislados. El pistolero y agente del orden Frank Eaton, apodado «Pistol Pete», vivió hasta la vejez y ganó aún más fama, antes de su muerte a los 97 años, al convertirse en la mascota de la universidad Oklahoma A&M College (ahora Universidad Estatal de Oklahoma). Son raros los casos de pistoleros que, como William Sidney «Cap» Light, murieron de manera accidental al dispararse de forma involuntaria.

### Viviendo de la reputación
La mayoría de quienes fueron llamados «pistoleros» en el Viejo Oeste no mataron a tantos hombres en tiroteos como se les acredita, si es que mataron a alguien. Recibían tal epíteto a menudo gracias a un solo caso en particular, a partir de rumores de que habían participado en muchos más de tales eventos de los que realmente fue el caso. Con frecuencia, su reputación era más «autobombo» que cualquier otra cosa. Tal fue el caso del periodista Bat Masterson. Wyatt Earp, así como sus hermanos Morgan y Virgil y Doc Holliday fueron responsables de la muerte de tres vaqueros forajidos en el tiroteo en el O.K. Corral en Tombstone, territorio de Arizona. Si bien se ha afirmado que Earp estuvo involucrado en más de cien tiroteos a lo largo de su vida, el profesor Bill O'Neal cita apenas cinco de tales incidentes en su Encyclopedia of Western Gunfighters (Enciclopedia de pistoleros del oeste). Earp expresó su consternación por esta controversia que lo siguió toda su vida, escribiendo en una carta a John Hays Hammond el 21 de mayo de 1925 que «la notoriedad me había amargado la vida». Virgil, el hermano de Earp, quedó lisiado tras una emboscada, mientras que su hermano Morgan fue asesinado por asaltantes ocultos. Sin embargo, los sospechosos de estar involucrados en estos hechos recibieron coartadas de labios de sus compañeros de la pandilla y fueron liberados sin haber ido a juicio. Wyatt y su hermano Warren emprendieron entonces una cabalgata en venganza para localizar y dar muerte a quienes consideraban responsables. Wyatt ha aparecido en varias películas y libros como un intrépido héroe Wéstern. Aparece con frecuencia como el personaje central y héroe en el tiroteo en el O.K. Corral, al menos en parte gracias a que fue el único en no resultar herido o muerto. De hecho, su hermano, el marshal de Tombstone y el marshal diputado de los EE. UU. Virgil Earp, tenía mucha más experiencia en el uso de las armas y en combate, como soldado de la Unión durante la Guerra Civil y en las fuerzas de la ley como sheriff, alguacil y marshal. Como marshal del pueblo, fue Virgil quien tomó la decisión de desarmar a los Vaqueros en Tombstone, para lo que pidió la ayuda de Wyatt. Con todo, en tanto que Wyatt sobrevivió a Virgil y gracias a una biografía que se tomó libertades creativas (Wyatt Earp: Frontier Marshal) publicada dos años después de su muerte, Wyatt se hizo famoso y se convirtió en objeto de varias películas, programas de televisión, biografías y obras de ficción.
Asimismo, no existen registros que respalden la reputación que tenía el pistolero Johnny Ringo. De los casos documentados en los que Ringo mató a alguien, las víctimas estaban desarmadas y no existe evidencia que respalde el que haya participado en un solo tiroteo. Otros pistoleros, en cambio, sí merecían la reputación que se les asocia, tales como Jim Courtright o Dallas Stoudenmire, quienes mataron a varios hombres en tiroteos, fungiendo como agentes del orden o bien como civiles.Igualmente, Clay Allison y Ben Thompson tenían una reputación bien merecida. A la vez, pistoleros como Scott Cooley son casi desconocidos, a pesar de que en realidad llevaron una vida que reflejaba lo que la mayoría de personas consideraría propia de un pistolero. En otros casos, ciertos pistoleros se hicieron famosos gracias a ser posiblemente confundidos, con el tiempo, con otra persona de nombre similar. Por ejemplo, del miembro más conocido de la Wild Bunch de Butch Cassidy, el célebre Sundance Kid, sólo se sabía a ciencia cierta que había participado en un solo tiroteo durante su vida, y ningún duelo. Algunos historiadores han señalado que es posible que con el tiempo haya sido confundido con otro miembro de la Wild Bunch, Kid Curry, quien era sin duda el miembro más peligroso de la banda, habiendo asesinado a muchos agentes de la ley y civiles durante su vida antes de ser él mismo asesinado. De allí que el Sundance Kid sea más conocido.

### Forajidos u hombres de la ley
A menudo es difícil separar a los agentes de la ley de los forajidos en el Viejo Oeste. En muchos casos, el término pistolero se aplicaba a agentes del orden. A pesar de la manera idealizada en que aparecen en la televisión, el cine e incluso en los libros de historia, muy pocos agentes de la ley o pistoleros podían afirmar que su única fuente de empleo fuera servir como hombres de la ley. A diferencia de los agentes del orden contemporáneos, en esa época tales agentes de la ley se dedicaban por lo general a otras ocupaciones, a menudo ganando dinero como tahúres, como dueños de negocios o incluso como forajidos, como fue el caso de «Curly» Bill Brocius, quien, si bien siempre fue llamado forajido, se desempeñó como sheriff diputado, bajo el comando del sheriff Johnny Behan. Muchos tiroteos en los que se vieron involucrados agentes de la ley ocurrieron a raíz de disputas surgidas de tales ocupaciones alternativas, más que por sus intentos de hacer cumplir la ley.
Tom Horn, quien es mencionado históricamente como un asesino, se desempeñó como sheriff diputado y como detective de la agencia Pinkerton, trabajo en el que dio muerte a al menos a tres personas como asesino a sueldo.Ben Thompson, más conocido como pistolero y tahúr, había sido un exitoso jefe de policía en Austin, Texas. King Fisher tuvo a su vez gran éxito como sheriff de condado en Texas. Doc Holliday y Billy the Kid portaron insignias de agentes de la ley al menos una vez. «Big» Steve Long fungió como marshal diputado en Laramie, Wyoming, al tiempo que cometía todo el tiempo asesinatos y robos forzados de títulos de propiedad. Pueblos con tasas importantes de delitos violentos a menudo recurrían a pistoleros conocidos para que sirvieran de marshal, jefe o sheriff de la ciudad, con la esperanza de que pudieran detener la violencia y poner orden.
Los pistoleros famosos que fungían como agentes de la ley eran en general efectivos y, con el tiempo, la violencia disminuía, típicamente después de que el pistolero/agente de la ley hubiera participado en varios tiroteos, lo que en algún punto llevaba a un miedo sustancial y bien ganado que mantenía a los delincuentes a raya. En algunas ocasiones, eran contratados por ganaderos u otras figuras prominentes para servir de secuaces o asesinos a sueldo durante guerras por el ganado. Si bien eran sancionados por oficiales de la ley, los pistoleros no siempre eran nombrados en propiedad. No obstante, a veces sólo con el objeto de hacer las cosas «oficiales», pasaban por la el trámite de un nombramiento. Un ejemplo de ello fue el caso de la banda de Jesse Evans, y el proscrito Jesse Evans mismo, que fueron nombrados agentes de la facción Murphy-Dolan durante la Guerra del condado de Lincoln. Si bien técnicamente trabajaron como agentes de la ley, eran poco más que matones a sueldo.
Comúnmente, cuando un pueblo o ciudad contrataba a un pistolero como marshal, recibía el total apoyo de los pobladores, pero solo hasta que se restableciera el orden, punto al cual la ciudad indicaba sutilmente que era hora de escoger a un agente de la ley menos peligroso y que dependiera más del respeto que del miedo para hacer cumplir la ley. Un buen ejemplo de esto fue la decisión de 1882 del concejo municipal de El Paso, Texas, de destituir al marshal Dallas Stoudenmire. Stoudenmire entró al salón del concejo y desafió a los concejales a que intentaran quitarle las armas o el trabajo, momento en el que inmediatamente aquellos cambiaron de opinión y le dijeron que podía conservar su trabajo. Stoudenmire, sin embargo, renunció por su cuenta un par de días después.

## Duelos y tiroteos famosos
La imagen de un Salvaje Oeste lleno de innumerables duelos fue un mito generado principalmente por escritores de novelas de diez centavos a fines del siglo XIX. Un número cercano a los 20.000 hombres murieron a balazos entre 1866 y 1900 en el oeste estadounidense,y más de 21.586 bajas ocurrieron en total durante las llamadas Guerras Indias entre 1850 y 1890. Los tiroteos más notables y conocidos tuvieron lugar en los estados/territorios de Arizona, Nuevo México, Kansas, Oklahoma y Texas. En realidad, los tiroteos en el Viejo Oeste eran muy raros, infrecuentes y separados entre sí, y ocurrían por diferentes causas. Algunos fueron simplemente el resultado del calor del momento, en tanto que otros tuvieron que ver con enemistades de larga data, o entre bandidos y agentes del orden. La violencia sin ley, como la ocurrida en guerras por pasturas tales como la Guerra del condado de Lincoln o en enfrentamientos contra los indios, también fue una de las causas. Algunas de estas balaceras se hicieron famosas, mientras que otras pasaron a la historia con apenas unos pocos relatos existentes. Para evitar tiroteos, muchas ciudades en la frontera estadounidense, tales como Dodge City o Tombstone, decretaron ordenanzas locales que prohibían las armas de fuego en el área.
El tiroteo en el O.K. Corral es un famoso ejemplo de una balacera de la vida real en el Viejo oeste, en la que los hermanos Earp y Doc Holliday se enfrentaron a la banda de Clanton-McLaury. Duró apenas 30 segundos, al contrario de cómo lo muestran muchas adaptaciones cinematográficas. El tiroteo en sí no ocurrió en el corral, sino en un terreno baldío a sus afueras, y empezó cuando Billy Clanton y Frank McLaury amartillaron sus revólveres. Ambos grupos desenfundaron sus armas simultáneamente, lo que aumentó la confusión sobre quiénes fueron los primeros en abrir fuego. Sea como fuere, la bala de Wyatt fue la primera en impactar, desgarrando el vientre de Frank McLaury y haciendo que el disparo de McLaury se desviara a través del faldón de la chaqueta de Wyatt. Billy Clanton le disparó a Virgil Earp, pero su disparo también salió desviado tras recibir a su vez un disparo de Morgan, que le atravesó la caja torácica. Billy Claiborne huyó tan pronto se escucharon disparos y ya estaba fuera de la vista. Ike Clanton también entró en pánico y corrió hacia Wyatt suplicando por su vida. «¡Ve a pelear o aléjate!», le gritó Wyatt y vio cómo Ike abandonaba a su hermano Billy y huía. Doc dio de baja instantáneamente a Tom con su escopeta. Frank corría hacia Fremont Street y desafió a Holliday por haber matado a su hermano, pero Doc soltó la escopeta, sacó la pistola y le atinó a Frank en la sien derecha. Herido y moribundo, Billy Clanton disparó a ciegas entre la nube de humo de pólvora que lo rodeaba, dándole a Virgil en una pierna. Wyatt respondió disparando varias veces hacia Billy.
El 14 de abril de 1881, el agente del orden Dallas Stoudenmire tuvo parte en una balacera en El Paso, Texas, que muchos llamaron el Tiroteo de los Cuatro Muertos en Cinco Segundos, en el que Stoudenmire dio muerte a tres de las cuatro víctimas mortales con sus dos revólveres idénticos Colt calibre .44. Una de las víctimas fue un transeúnte mexicano inocente. Menos de un año después de estos incidentes, Stoudenmire habría de dar muerte hasta a seis hombres más en otros tiroteos en el cumplimiento de su deber.
Otro tiroteo bien documentado tuvo como resultado la mayor cantidad de muertes a manos de una sola persona en un solo evento. Ocurrió cuando el capitán Jonathan R. Davis disparó a once bandidos él solo, el 19 de diciembre de 1854. Sin que Davis y sus compañeros lo supieran, una banda de ladrones estaba al acecho entre los arbustos del cañón cerca del camino. Se trataba de un grupo típicamente diverso y variopinto de bandidos de la época de la fiebre del oro: dos estadounidenses, un francés, dos británicos, cinco Sydney Ducks («patos de Sídney», una pandilla de bandoleros australianos) y cuatro mexicanos. Cuando el capitán Davis y sus compañeros caminaban penosamente por allí, la pandilla de bandidos salió disparando de entre la maleza. James McDonald murió en el acto, sin alcanzar a desenfundar su revólver o reaccionar. El doctor Bolívar logró desenfundar su revólver y disparar un par de veces a los bandoleros antes de caer gravemente herido. Tras los hechos, el capitán Davis afirmó sentirse como «en una fiebre de emoción en ese momento». Sin inmutarse, se mantuvo firme, sacó ambas pistolas y disparó una andanada a los forajidos que los atacaban. Impactó a sus asaltantes, uno tras del otro. Los disparos de los forajidos le rasgaron la ropa, pero solo lograron causarle un par de heridas superficiales. En cuestión de momentos, siete de los bandidos yacían muertos o agonizaban en el suelo y Davis estaba sin balas. Cuatro de los ladrones sobrevivientes se abalanzaron entonces sobre el capitán para matarlo, pero Davis sacó su cuchillo Bowie y rápidamente rechazó las estocadas de dos bandidos, apuñalando a uno de ellos hasta matarlo y quitándole el cuchillo de las manos al otro, a la vez que le cortaba la nariz y un dedo de la mano derecha. Los dos últimos atacantes iban heridos a causa de un ataque de bandidos previo, pero a pesar de su condición debilitada se acercaron tontamente a Davis con cuchillos en alto. El capitán reaccionó en un instante, dándoles muerte con su pesado cuchillo.
El 1 de diciembre de 1884, un alguacil de la ciudad de nombre Elfego Baca se enfrentó cara a cara con 80 hombres armados, hecho que se conoció como el tiroteo de Frisco. El enfrentamiento comenzó cuando Baca arrestó a un vaquero que le había disparado. A su vez, el vaquero llamó a 80 de sus socios para que mataran a Baca. Baca se refugió en una casa de adobe, y en el transcurso de un asalto de 36 horas, los hombres armados dejaron 400 agujeros de bala en la casa (algunos relatos dicen que fue un total de 4.000 disparos) sin alcanzar a Baca. Éste a su vez mató a cuatro de ellos e hirió a otros ocho. Cuando terminó el tiroteo al quedarse por fin los atacantes sin munición, Baca salió de la casa ileso. Tras el hecho, Baca tuvo una distinguida carrera como abogado y legislador y murió en su lecho en 1945, a la edad de 80 años.
En enero de 1887, el comodoro Perry Owens asumió el cargo de alguacil (sheriff) del condado de Apache, en Arizona. En tal capacidad, envió a dos diputados a que arrestaran a Ike Clanton. Clanton había instigado el tiroteo en el O.K. Corral y estaba acusado de la posterior emboscada a tiros de Virgil Earp. Wyatt Earp buscó a Ike Clanton para tomar venganza, pero nunca lo encontró, pues Ike se había mudado al norte del condado de Apache para continuar robando ganado y matando. Los dos diputados de Owens mataron a Ike Clanton, Phin Clanton fue arrestado, otros tres miembros de la banda murieron y la banda de Clanton llegó a su fin. Luego, el alguacil Owens centró su atención en la familia Blevins, la otra banda de cuatreros del condado. En junio de 1887, Old Man Blevins desapareció, presuntamente asesinado por la facción de Tewksbury de la Guerra de Pleasant Valley. Los hijos de Blevins buscaron a su padre y en agosto Hamp Blevins y otro hombre cayeron asesinados a manos de la facción de Tewksbury. Así pues, Andy Blevins (alias Cooper) tendió una emboscada a John Tewksbury y Bill Jacobs en venganza, dándoles muerte. Blevins regresó a Holbrook y hubo testigos de cómo alardeó sobre sus asesinatos. El alguacil Owens había heredado una orden de arresto de Andy Blevins (Cooper) por abigeato, así que cabalgó a Holbook el 2 de septiembre de 1887. El alguacil Owens había cazado búfalos para el ferrocarril y era capaz disparar su Winchester desde la cadera con gran precisión. Con su rifle Winchester acunado en su brazo, el alguacil Owens llamó a la puerta de los Blevin. Andy Blevins abrió pistola en mano y el alguacil le ordenó salir, pues tenía una orden de arresto. Blevins se rehusó e intentó cerrar la puerta. Owens disparó el rifle desde su cadera a través de la puerta, hiriendo a Andy Blevins en el estómago. El medio hermano de Andy, John Blevins, asomó una pistola por la puerta a la derecha de Owens y disparó al alguacil, fallando, a la vez que Owens disparaba a John Blevins en el brazo, dejándolo fuera de la pelea. Owens vio a Andy Blevins en la ventana moviéndose para dispararle. Owens disparó a través de la pared e impactó a Andy en la cadera derecha; murió esa noche. Mose Roberts, que se estaba quedando con la familia, saltó por una ventana lateral con una pistola. El alguacil Owens le disparó en la espalda y el pecho, matándolo. Samuel Houston Blevins, de quince años, salió corriendo por la puerta principal con el revólver de su hermano y gritando: «Voy por él». Su madre salió corriendo detrás de él. Owens disparó y Sam cayó de espaldas, muriendo en los brazos de su madre. El tiroteo duró menos de un minuto y convirtió a Owens en una leyenda. En ocho meses, el alguacil Owens había librado al condado de Apache de dos notorias bandas de ladrones y asesinos.
En muchas películas y literatura wéstern tempranas, los nativos norteamericanos eran mostrados con frecuencia como salvajes, envueltos en conflictos y enfrentamientos contra pistoleros y asentamientos blancos. De acuerdo con la Oficina del Censo de los EE. UU. (1894), aproximadamente 19.000 hombres, mujeres y niños blancos fueron asesinados, mientras que los indios caídos sumaron entre 30.000 y 45.000 bajas durante las llamadas Guerras Indias.Pistoleros históricos ciertamente lucharon contra nativos norteamericanos. Entre ellos estaba el civil Billy Dixon, quien logró una de las muertes a mano de un francotirador a mayor distancia registradas, derribando a un indio de su caballo a casi una milla de distancia con su fusil Sharps, en medio de un enfrentamiento en la Segunda Batalla de Adobe Walls.
El propio general George Patton participó en un tiroteo cuando era un joven subteniente en persecución de Pancho Villa por todo el norte de México en 1916. Patton había sido enviado junto con diez reclutas al Rancho San Miguelito a buscar a Villa, quien recientemente había asaltado la ciudad de Columbus, Nuevo México. Patton posicionó a sus hombres junto a la puerta sur y avanzaba hacia la puerta norte cuando un trío de hombres de Villa entró en el rancho a caballo. Patton desenfundó su obsoleto revólver Colt Peacemaker de acción simple y disparó a dos de los hombres. El primero quedó fatalmente herido en el intercambio y el segundo intentó desenfundar antes de que Patton lo matara de un solo tiro. Cuando sus tropas dieron de baja al forajido restante, Patton ató a los tres muertos al capó de su automóvil de turismo y llevó los cuerpos de regreso a su oficial superior.

### Duelos del salvaje oeste de la vida real

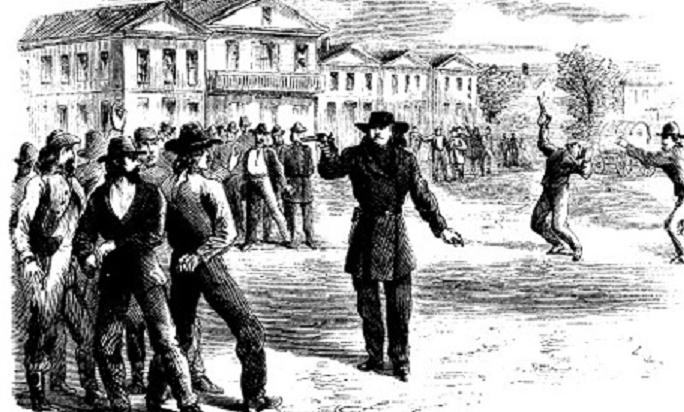
Wild Bill Hickok tras matar a Davis Tutt en un duelo. Harper's New Monthly Magazine, febrero de 1867

La imagen de dos pistoleros de reputación violenta enfrentándose en una calle es un invento de Hollywood. Con todo, en el Oeste real ciertamente ocurrieron tiroteos cara a cara que incluían desenfudar rápidamente. Hay evidencia escrita de estos duelos por primera vez en el sur, traídos por emigrantes a la frontera estadounidense como una forma cruda del «duelo», un medio altamente formalizado de resolver disputas entre caballeros con espadas o armas que tuvo su origen en la caballería europea. Para la segunda mitad del siglo XIX, pocos estadounidenses se batían aún en duelo para resolver sus problemas, y los duelos se habían convertido en algo del pasado en los Estados Unidos ya a comienzos del siglo XX.El escritor Wyatt-Brown en su libro Southern Honor: Ethics and Behavior in the Old South (Honor sureño: Ética y comportamiento en el viejo sur) describió los duelos en la frontera estadounidense como una «costumbre» que se usaba principalmente para dirimir disputas de adolescentes, para ascender en rango o estatus y para usar chivos expiatorios.
El duelo más famoso y mejor documentado ocurrió el 21 de julio de 1865, en Springfield, Missouri. Wild Bill Hickok y Davis Tutt se pelearon por un juego de cartas y decidieron enfrentarse en un duelo. Acordaron caminar el uno hacia el otro a las 6 p. m. La presencia armada de Wild Bill hizo que la multitud se dispersara inmediatamente hacia la seguridad de los edificios cercanos, dejando a Tutt solo en el costado noroccidental de la plaza. Cuando estaban a unos 50 metros de distancia, ambos hombres desenfundaron. Los dos dispararon simultáneamente, pero mientras que el disparo de Hickok le dio a Tutt en el corazón, el de éste falló. Este es el primer ejemplo documentado de dos hombres participando en un duelo de desenfunde rápido. Al mes siguiente, Hickok fue absuelto de asesinato, tras alegar defensa propia. La primera versión escrita del tiroteo apareció detallada en un artículo de la Harper's Magazine en 1867 y se convirtió en un elemento esencial de la leyenda de los pistoleros.
El famoso alguacil Wyatt Earp narró haber participado en un duelo una vez durante su vendetta. Mientras estaba en el Paso Sur de la sierra de la Peñascosa, la cuadrilla de Earp encontró a uno de los vaqueros forajidos llamado «Indian Charlie» Cruz. Según un relato, una vez el grupo reconoció a Cruz, lo persiguieron y se produjo un tiroteo. La cuadrilla logró capturar a Cruz y éste confesó haber participado en el asesinato de Morgan, identificando a Stilwell, Hank Swilling, Curly Bill y Johnny Ringo como otros de los asesinos de Morgan. Wyatt permitió que Cruz se quedara con su revólver para «darle la oportunidad de pelear como un hombre». Tras la confesión, Wyatt le ordenó a Cruz desenfundar, desafiándolo a un duelo, y la cuadrilla contó hasta tres antes de que Wyatt disparara a Cruz.
El tiroteo de Langford-Peel ocurrió el 22 de julio de 1867 entre los pistoleros John Bull y Langford Peel, en Helena, Montana.
El propio Doc Holliday se batió a duelo en un bar de Las Vegas, Nuevo México. Una de las mujeres que trabajaba allí tenía un exnovio de nombre Mike Gordon, que acababa de ser dado de baja del ejército. Gordon quería que la mujer dejara de trabajar. Cuando ella le dijo que la dejara en paz, él se enojó, salió del bar y comenzó a dispararles a las ventanas. Mientras las balas atravesaban el salón, Doc, sin pestañear, enfundó su revólver Colt Peacemaker y salió. Gordon empezó entonces a dispararle, pero falló. Holliday desenfundó entonces su pistola y le disparó a Gordon a larga distancia con un solo disparo. Luego volvió al bar. Gordon murió al día siguiente y Holliday huyó. A Doc Holliday se le atribuye también haber herido y haberle quitado un revólver de la mano al propietario del bar, Milt Joyce, cuando trató de blandirla contra Holliday.
Otro duelo muy famoso en el oeste estadounidense ocurrió en Fort Worth, Texas, y se le conoció como el Duelo Luke Short-Jim Courtright. Timothy Isaiah «Longhair Jim» Courtright dirigía la agencia comercial TIC en Fort Worth, que brindaba «protección» a las cantinas y salones de juego a cambio de una parte de sus ganancias. A la vez, el pistolero Luke Short, un antiguo amigo de Courtright, administraba la cantina White Elephant y Courtright intentaba que Short utilizara sus servicios. Sin embargo, Short le dijo a Courtright que «se fuera al diablo», y que era capaz de hacer lo que fuera necesario para ocuparse de su negocio. El 8 de febrero de 1887, los dos se fueron a los golpes y, con Bat Masterson al lado de Short, Courtright y Short se batieron en duelo en la calle. Desenfundaron a quemarropa y Short disparó primero, volándole el pulgar a Courtright. Courtright intentó el «border shift» (lit., cambio de frontera), un movimiento en el que se cambiaba el arma a la mano ilesa, pero no fue suficientemente rápido y Short le disparó en el pecho, dándole muerte.
El tiroteo del Long Branch Saloon, que tuvo como protagonistas al cazador de búfalos Levi Richardson y al tahúr profesional «Cockeyed Frank» Loving, ocurrió el 5 de abril de 1879. Al parecer Richardson tenía algunos sentimientos amorosos hacia Mattie, la esposa de Loving, y los dos empezaron a discutir sobre ella. En la cantina, mientras Frank se sentaba en una mesa larga, Richardson se dio la vuelta y se sentó en la misma mesa. Luego se escuchó a los dos conversar en voz baja. Tras la conversación, Richardson desenfundó su revólver y Loving hizo lo propio en respuesta. La cantina de Long Branch se llenó de humo. El marshal de Dodge City, Charlie Bassett, que se encontraba en la cantina Beatty & Kelley's, escuchó los disparos y fue corriendo al lugar. Ambos hombres seguían de pie, si bien Richardson había disparado cinco tiros con su arma mientras que el Remington n.º 44 de Loving estaba vacío. El sheriff adjunto Duffey arrojó a Richardson en una silla y le incautó el arma, mientras que Bassett desarmaba a Loving. Richardson entonces se puso de pie y se dirigió hacia la mesa de billar, pero cayó al suelo producto de una herida mortal en el pecho, además de otras dos en el costado y en el brazo derecho. Por su parte, Frank Loving, que solo tenía un leve rasguño en la mano, fue llevado inmediatamente a la cárcel. Dos días después, la investigación del forense dictaminó que el asesinato había ocurrido en defensa propia y Loving fue puesto en libertad de inmediato.
El 9 de marzo de 1877, los tahúres Jim Levy y Charlie Harrison discutieron sobre un juego de cartas en un salón en Cheyenne, Wyoming. Acordaron batirse a duelo en un callejón, donde Harrison disparó primero, pero falló. Levy apuntó con cuidado y le dio a Harrison, quien murió una semana después.
No tan conocido en la actualidad, pero célebre en su tiempo, fue el ladrón de trenes Marion Hedgepeth, quien a pesar de su apariencia elegante, «era un mortal asesino y una de las pistolas más rápidas en el Salvaje Oeste». William Pinkerton, cuya Agencia Nacional de Detectives había intentado durante años capturar a Hedgepeth y su pandilla, señaló que éste una vez mató a otro forajido que ya había desenfundado su pistola antes de que Hedgepath sacara el suyo. Asimismo, se dice que el infame asesino Tom Horn tuvo parte en un duelo con un subteniente del Ejército Mexicano, a raíz de una disputa con una prostituta a la edad de veintiséis años. Los pistoleros Jim Levy y Tom Carberry se hicieron famosos por participar en al menos dos duelos rápidos en su vida.

## Legado

### Pistoleros modernos
En los EE. UU. en particular existe la costumbre de revivir aspectos del Salvaje Oeste, tanto históricos como provenientes de la cultura popular, a través de eventos de tiro protagonizados por vaqueros y llamados «cowboy action shooting», en los que cada persona que actúa como pistolero adopta su propio vestuario y apariencia representando a un personaje de la vida del Viejo Oeste de finales del siglo XIX y, como parte de tal personaje, elige un alias para nombrarse. Este deporte se originó en el sur de California, en los EE. UU., a comienzos de la década de 1980, pero ahora se practica en muchos lugares, existiendo varias organizaciones sancionadoras, entre ellas la Single Action Shooting Society (SASS), la Western Action Shootists Association (WASA) o el National Congress of Old West Shooters ( NCOWS), así como otros en los EE. UU. y en otros países. Existen diferentes categorías en las que las y los tiradores pueden competir: pistoleros, pioneros, vaqueros clásicos y duelistas, cada uno con sus propias especificaciones.
Junto al icónico personaje del vaquero, los pistoleros se han convertido en una imagen cultural del pueblo estadounidense a nivel mundial, así como en una imagen idealizada de la violencia, de la justicia por las propias manos y de la aventura. Incluso fuera del género wéstern, el término «pistolero» ha sido empleado en épocas modernas para referirse a alguien que es rápido y preciso con las armas de fuego, ya sea en la vida real o en otros géneros de acción en la ficción.
La habilidad para el desenfundado rápido, que los pistoleros ayudaron a popularizar, sigue siendo importante en comunidades militares y policiales estadounidenses.

### En la cultura popular
Los pistoleros han aparecido en medios de comunicación incluso fuera del género wéstern, a menudo en combinación con otros elementos y géneros, como es el caso del space western de ciencia ficción, el steampunk o ambientes contemporáneos. Las habilidades, vestuarios y actitudes asociadas con los pistoleros aparecen en muchos otros géneros. Un ejemplo de esto es el lema de «Han shot first» (Han disparó primero) en la saga de Star Wars, escena en la que el personaje de Han Solo, un protagonista con apariencia de pistolero, mata a su oponente desenfundando sutilmente su arma bajo la mesa. El personaje también llevaba su pistolera baja y atada al muslo con un corte para el gatillo. El personaje de Roland Deschain de la serie de fantasía La Torre Oscura es un pistolero que lucha contra a monstruos y enemigos de temática fantástica. Como el «Hombre sin nombre» y otros pistoleros del spaghetti-western en los que se inspiró, el personaje de Roland Deschain es distante o antipático, reaccionando a menudo de manera indiferente o enojada ante señales de cobardía o de autocompasión, pero poseyendo a la vez un fuerte sentido de heroísmo, e intentando con frecuencia ayudar a los necesitados, una moral muy común en los westerns.
Jonah Hex, antihéroe ficticio de DC Comics, es un despiadado cazarrecompensas regido por un código de honor personal que le mueve a proteger y vengar a los inocentes. El sitio web IGN clasificó a Jonah Hex como el 73.º héroe de los cómics más grande de todos los tiempos. En numerosos momentos en la historia del Universo DC, Hex ha sido transportado desde el Viejo Oeste a ambientes contemporáneos y futuristas, e incluso estando en tales territorios y períodos de tiempo desconocidos, Hex logra derrotar a sus enemigos a pesar de su armamento más avanzado. Otro pistolero de los cómics es Dos Pistolas Kid de Marvel Comics. Hábil con los revólveres, el Kid ha ayudado a muchos superhéroes en líneas temporales futuras, especialmente a She-Hulk.
Muchos manga y anime japoneses también han adoptado el género wéstern. El mangaka Yasuhiro Nightow es famoso por el space western Trigun, en el que el protagonista, Vash Estampida, es un pistolero errante con un pasado oscuro. A diferencia de otros pistoleros violentos, Vash muestra una actitud pacifista similar a la de Shane y evita matar, incluso cuando se trata de enemigos peligrosos. Tras de él marcha un sacerdote armado, Nicholas D. Wolfwood, quien carga una ametralladora pesada y lanzacohetes con forma de cruz. Nicholas es más violento que Vash y los dos a menudo discuten respecto a si se debe o no matar oponentes. Otros manga y anime con temas de género wéstern son Cowboy Bebop y Kino no Tabi, que incorporan temas de caballeros pistoleros andantes.
Pistoleros modernos wéstern también han aparecido en neowésterns recientes.Por ejemplo, el personaje de Raylan Givens de la serie de televisión Justified tiene el mismo código moral ambiguo de los sheriff del Viejo Oeste, incluso desenfundando rápidamente para despachar a sus enemigos. El asesino a sueldo Anton Chigurh de No es país para viejos comparte muchos de los elementos de los forajidos perseguidos.[2] Asimismo, el personaje del cómic Vigilante es un autoproclamado pistolero nacido en la década de 1940.
La película Logan (2017) se inspira visual, tonal y temáticamente en el cine wéstern, y el director James Mangold ha declarado que entre las influencias de Logan se incluyen «puntos de referencia visuales» del cine, citando a las películas de pistoleros Shane (1953), The Cowboys (1972) y Unforgiven (1992).
También han aparecido pistoleros en muchos videojuegos, tanto en el tradicional Viejo Oeste como en escenarios contemporáneos y futuros. Por ejemplo, Colton White es el protagonista del videojuego wéstern más vendido de 2005, Gun. Otro protagonista wéstern de videojuegos muy famoso es John Marston del juego Red Dead Redemption, quien fue nominado a los Spike's Video Game Awards de 2010, como lo fue su amigo Arthur Morgan del juego Red Dead Redemption 2. El The New York Times afirmó que «él y sus creadores evocan una reimaginación del mundo real tan convincente, cohesiva y fascinante que crean un nuevo estándar de sofisticación y ambición en los videojuegos electrónicos». Caleb, el personaje principal de los videojuegos Blood y Blood II: The Chosen es es un expistolero del Viejo Oeste. La palabra «pistolero» (gunfighter) sirve también como una sigla de identificación para un grupo de dos helicópteros Apache en el videojuego Medal of Honor. Aparecen en una misión llamada «Pistoleros» (Gunfighters) y los jugadores actúan como el Capitán Brad «Hawk» Hawkins del 1.er Regimiento de Aviación.
El retirado mariscal de campo de fútbol americano profesional Brett Favre tenía el apodo de «The gunslinger» («El pistolero») gracias a su niñez rural sureña y su estilo de juego salvaje, arriesgado y de pases rápidos que lo llevó a tener gran éxito en la NFL.